# La Mojonera
La Mojonera és una localitat de la província d'Almeria, Andalusia. L'any 2006 tenia 7.847 habitants. La seva extensió superficial és de 24 km² i té una densitat de 326,96 hab/km². Les seves coordenades geogràfiques són 36° 46′ N, 2° 48′ O. Està situada a una altitud de 40 metres i a 28 quilòmetres de la capital de la província, Almeria.

## Demografia
| 1998  | 1999  | 2000  | 2001  | 2002  | 2003  | 2004  | 2005  | 2006  | 2007  |
| ----- | ----- | ----- | ----- | ----- | ----- | ----- | ----- | ----- | ----- |
| 6.561 | 6.582 | 6.590 | 6.901 | 7.275 | 7.670 | 7.746 | 7.900 | 7.847 | 7.872 |

## Entitats de població
| Entitat de Població | Pob. (2007) |
| ------------------- | ----------- |
| La Mojonera         | 6.199       |
| Venta del Viso      | 1.619       |
| Las Cantinas        | 54          |